# Rio Femeş
O Rio Femeş é um rio da Romênia, afluente do Feernic, localizado no distrito de Harghita.